# Ševčenkove
Ševčenkove (ukrajinski: Шевче́нкове) je selo u Ukrajini u Odeškoj oblasti. Prema podacima iz 2001. u gradu je živjelo 5.625 stanovnika.